# Нахи (бог)
Нахи или Нухай (nhy) — в древнеарабской мифологии бог мудрости, возможно, был также божеством луны. Верховное божество в пантеоне самудских арабов (наравне с Рудой), выступает как бог-предок и покровитель народа, владыка страны, защитник верблюдов и колодцев.
Являлся частью триады у кедаритов, наряду с Атарсамаином и Рудой, которая олицетворяла Солнце, Луну и Венеру. В южноаравийских царствах (Аусан, Минейское царство, Катабан, Хадрамаут) IV—IX в. до н. э. подобная триада состояла из Астара, Яма и Вадда.
Надписи на североаравийском языке в Неджде упоминают Нахи (наряду с другими богами) как источник эмоций.